# 삼포초등학교 (충남)
삼포초등학교는 대한민국 충청남도 서산시 고북면 고북4로 313 (봉생리)에 있었던 공립 초등학교이다.

## 연혁
- 1964년 10월 18일 고북국민학교 성북분실 설립인가
- 1967년 3월 1일 삼포국민학교 승격인가
- 1974년 3월 1일 12학급 인가
- 1985년 3월 1일 병설유치원 인가
- 1989년 9월 1일 벽지학교 지정(라지역)
- 1996년 3월 1일 삼포초등학교로 개명
- 1998년 2월 18일 제31회 졸업식(총 1772명 졸업)
- 1999년 9월 1일 고북초등학교로 통폐합